# Антуан Шарль Луї де Ласаль
Граф Антуан Шарль Луї де Ласаль (фр. Antoine Charles Louis de Lasalle) — французький кавалерійський командир періоду революційних і наполеонівських війн, дивізійний генерал (1806).

## Біографія
Народився 10 травня 1775 року в Меці. Завдяки дворянському походження одинадцятирічним був здійснений в офіцери (1786), проте дійсну службу почав у 16 років 25 травня 1791 в 24-му кавалерійському полку.

## Початок діяльності
З настанням Великої Французької революції Ласаль, в силу декрету Конвенту, який виключив усіх дворян з армії, змушений був відмовитися від офіцерського звання і вступив рядовим до 23-го конно-єгерського полку, з яким, у складі Північної армії, брав участь у війнах 1792—1794 років .
Видатні подвиги Ласаля в 1794 повернули йому офіцерське звання. Завдяки дружбі з молодим Келлерманом Ласаль став ад'ютантом його батька, генерала Келлермана, який командував французькою армією в Італії, але незабаром заміщений Бонапартом.

## Італійська кампанія

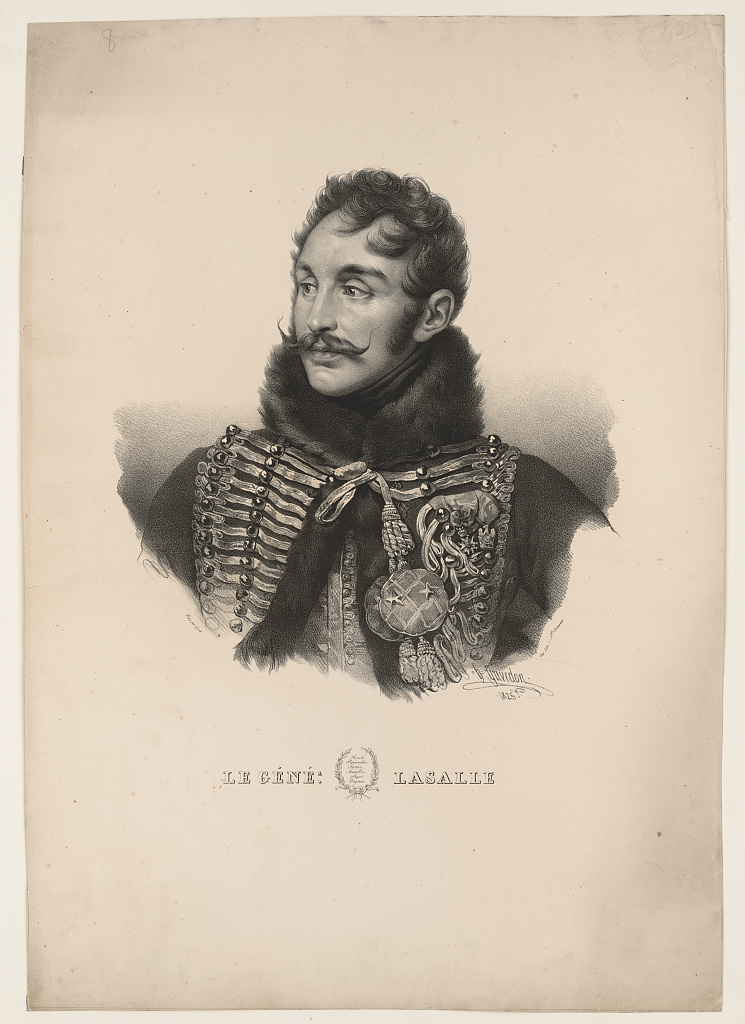

Італійська кампанія швидко висунула Ласаля, який здійснив низку подвигів найблискучішої хоробрості. У битві у Брешії його взяв у полон генерал Кважданович. Вурмзер, між іншим, спитав Ласаля, скільки років Бонапарту. Винахідливий Ласаль відповів: «Йому стільки ж років, скільки було Сципіону, коли він переміг Ганнібала». Польщений тонким компліментом, Вурмзер відпустив Ласаля на слово.
Під Віченцою Ласаль у супроводі 18 драгун пробрався до австрійського тилу (за деякими відомостями, для побачення з красунею-маркізою де Салі, з якою познайомився ще до заняття Віченци австрійцями). По дорозі назад всі дороги виявилися зайнятими. Ласаль атакував 100 австрійських гусар, пробрався до річки Бакільйони, був оточений чотирма гусарами, поранив їх усіх, переплив зі своїми людьми річку і приєднався до свого загону саме тоді, коли Бонапарт робив йому огляд. Завжди чепурно одягнений і на прекрасних конях, Ласаль цього разу з'явився на огляд дуже пошарпаний, верхи на австрійському коні, в австрійському сідлі. Запитаний Бонапартом про причину такої дивної появи, Ласаль розповів, що він робив рекогносцировку. І дійсно, він добре зумів намітити вороже розташування і приніс головнокомандувачу дорогоцінні відомості. Бонапарт, який завжди любив подвиги божевільної хоробрості, зробив його наступного чину і перевів у 7-й гусарський полк.
У битві при Ріволі Ласаль зробив кілька лихих кавалерійських атак на колону Кваждановича, а наприкінці бою відчайдушною атакою 200 вершників перекинув у яр колону Очкая, чим і закінчився бій. Після бою Ласаль, блідий і втомлений, з'явився до головнокомандувача з відібраними у австрійців прапорами; Бонапарт, вказуючи на них, сказав Ласалю: «Відпочиньте на них, ви це цілком заслужили». Згодом Наполеон говорив: «Битву за Ріволі виграли: Массена, Жубер, Ласаль і я». Італійська кампанія дала Ласалю нагоду відзначитися також при П'яві та Тальяменто.

## Єгипетський похід
Після укладання Кампо-Формійського миру Ласаль був відряджений до Парижа для участі у підготовці Єгипетської експедиції. Участь останньої ознаменувалося для Ласаля довгим рядом нових звершень.
У битві при Пірамідах лиха атака ескадрону Ласаля довершила поразку Мурад-бея. Зроблений за цей бій у полковники і призначений командиром 22-ї кінно-єгерської напівбригади, Ласаль, перебуваючи на чолі кавалерійського авангарду під начальством Даву, виконував найризикованіші завдання, відзначившись при Суажі, Согейджі, Самхуді, Шебрейсі, (де Ласаль зламав у бою сім шабель, а під ним було вбито трьох коней) і Салахія. В останній битві, під час атаки на мамелюків, Ласаль ненароком упустив шаблю, але негайно підхопив її з землі, скочив на коня і втрутився в ворожі ряди.
У справі при Ремедії Ласаль врятував життя Даву, відважно кинувшись на оточуючих арабів. За відзнаки Перший консул нагородив Ласаля почесною шаблею та пістолетами. 25 серпня 1800 очолив 10-й гусарський полк.

## Європейські кампанії

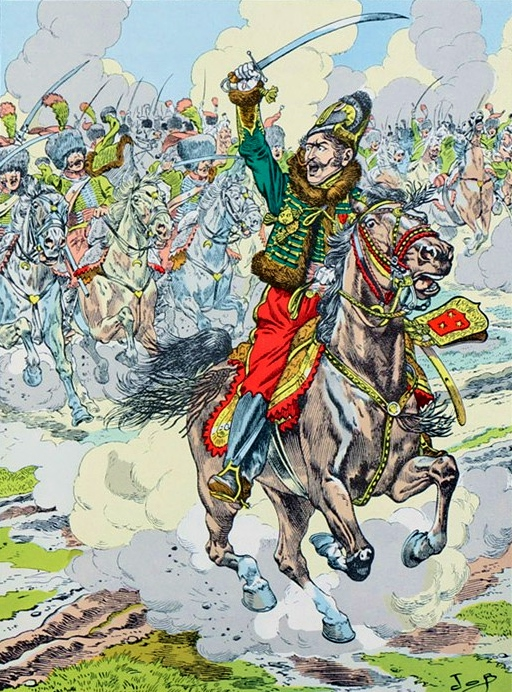
Генерал Ласаль на чолі кавалерії у битві при Пренцлау. Художник Жоб.

1 лютого 1805 Ласаль був проведений в бригадні генерали і 2 березня отримав під свій початок бригаду драгун (4-й і 14-й драгунські полки) в Ам'єні . Бригада була частиною 1-ї драгунської дивізії Клейна. 13 грудня 1805 переведений командиром бригади легкої кавалерії 5-го армійського корпусу Великої Армії.
20 вересня 1806 Наполеон сформував бригаду легкої кавалерії з 5-го і 7-го гусарських полків у складі резервної кавалерії Мюрата . Під час переслідування залишків розбитої під Ауерштедтом та Йєною прусської армії Ласаль 28 жовтня 1806 року взяв у полон у Пренцлау князя Гогенлое з 16 тисячами піхотинців, усією майже королівською гвардією, 45 прапорами та 65 гарматами.
Наполеон висловив Ласалю в наказі по армії подяку, а наступного дня той на чолі своєї бригади з'явився під фортецею Штеттін, добре укріпленою і забезпеченою, що мала шеститисячний гарнізон при 160 гарматах, і зажадав її здачі. О 2-й годині ранку комендант Штеттіна підписав капітуляцію, за якою гарнізон мав о 8-й ранку дефілювати з фортеці і здатися в полон.
Ласаль відразу ж послав про це повідомлення Мюрату, просячи в нього піхоти. До 8 години ранку прибув, однак, лише один полк із двома гарматами. Прусські війська, що вийшли з фортеці, помітивши незначність французького загону, вирішили пручатися. Тоді Ласаль відчайдушною атакою розсіяв їх по рівнині, а піхота Віктора, що наближається тим часом, поклала кінець бою. З цієї нагоди Наполеон писав Мюрату: «Якщо ваші гусари беруть фортеці, мені залишається розплавити важку артилерію і розпустити інженерів».
У битві при Швартау (6 листопада) Ласаль відіграв вельми помітну роль в обхідному русі, який змусив Блюхера капітулювати.

Як енергійно діяв Ласалль протягом цієї кампанії, видно з того, що з 7 жовтня по 7 листопада 1806 його бригада щодня робила в середньому по 41 км, а в екстрених випадках — вдвічі більше.

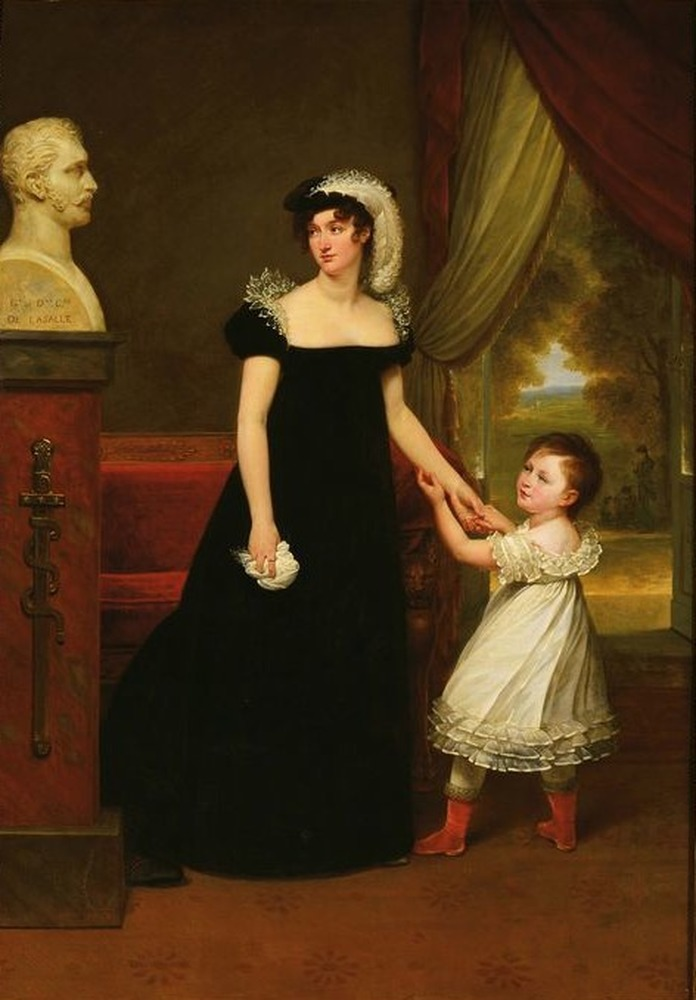
Жозефіна д'Егільйон (1771—1850), колишня дружина генерала Леопольда Бертьє ; з 1803 року дружина Антуана Ласаля, та його дочка Жозефіна (1812). Худ. Антуан-Жан Гро.

Для характеристики його найсуворішого ставлення до військової честі найкраще може бути випадок з його бригадою при Голимині (26 грудня 1806 року). Отримавши наказ атакувати російську артилерію, бригада рушила вперед, як раптом почувся крик «стій», що повторився по всій лінії. Ескадрони зупинилися, ряди розірвалися, а потім, через нічим не зрозумілу паніку, кинулися назад у такому безладді, що тільки через півгодини їх вдалося зібрати знову. Ласалль повів бригаду знову вперед, поставив її під постріли ворожих гармат і тримав таким чином нерухомо до півночі. Бригада зазнала чутливих втрат, а під Ласалем було вбито двох коней.
30 грудня 1806 Ласаль отримав чин дивізійного генерала і очолив дивізію легкої кавалерії. У кампанії 1807 року бився у Пройсіш-Ейлау, Деппена, Фрідланда і Кенігсберга, а в битві під Гейльсбергом врятував Мюрата, оточеного дванадцятьма російськими драгунами. Шарль, помітивши відчайдушне становище маршала, включився в ряди противника, убив їх командира, а решту кинув тікати. Через 2 години Мюрат надав Ласалю таку ж послугу, після чого потиснув йому руку зі словами: «Генерал, ми квити» (фр. Général, nous sommes quittes).

## Іспанська кампанія

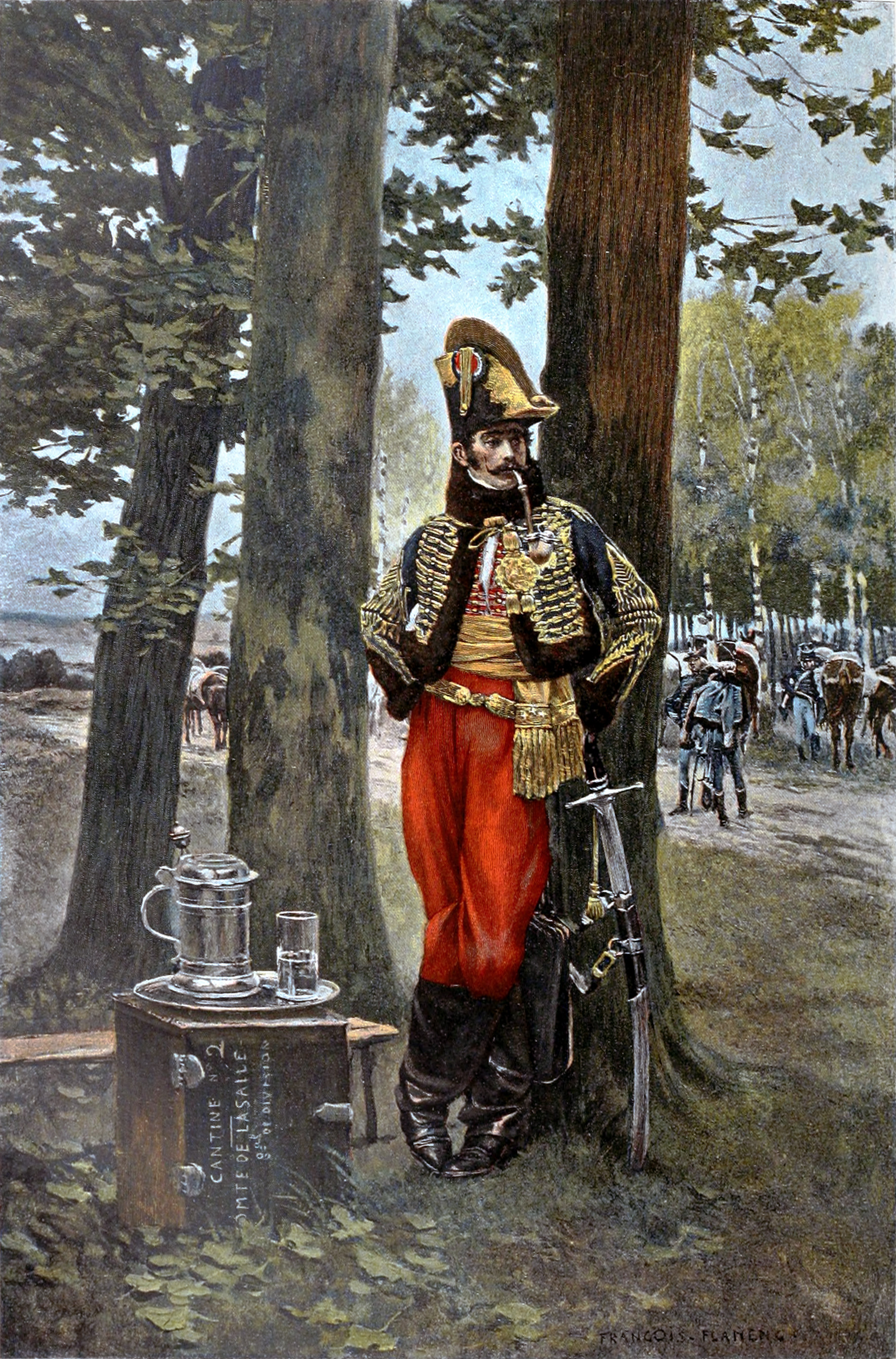
Генерал Ласаль

15 лютого 1808 року Ласаль очолив нову дивізію легкої кавалерії, сформовану імператором для дій в Іспанії, в червні завдав у Торкемади поразка іспанським інсургентам, а потім після битви у села Кабесон взяв місто Вальядолід . У битві при Медіна-де-Ріосеко (14 червня) багато в чому завдяки відважним і вмілим діям Ласаля французи під начальством маршала Бессьєра здобули перемогу над переважаючими силами іспанців.
При відступі французів на Віторію Ласалю вперше довелося командувати ар'єргардом, виявив у своїй видатні здібності до маневрування.
10 листопада, у битві при Бургосі, Ласаль на чолі двох кінно-єгерських полків узяв у полон іспанську дивізію, 12 гармат та 17 прапорів. Через кілька днів при Вілларейо Ласаль завдав нової поразки іспанцям, а в березні наступного року очистив лівий берег Тахо і взяв участь у битві при Медейїні, і лише лиха атака Ласаля з 26-м драгунським полком на шеститисячне іспанське каре дала можливість французькій армії, оточена французькою армією. переважаючим ворогом, відступити за річку Медейїну по єдиному мосту.
У грудні 1808 вступив зі своїм корпусом в Толедо, де відвідав палац інквізиції.
За свої вмілі дії на Піренейському театрі військових дій отримав прізвисько Пікаро (ісп. Picaro).

## Війна п'ятої коаліції

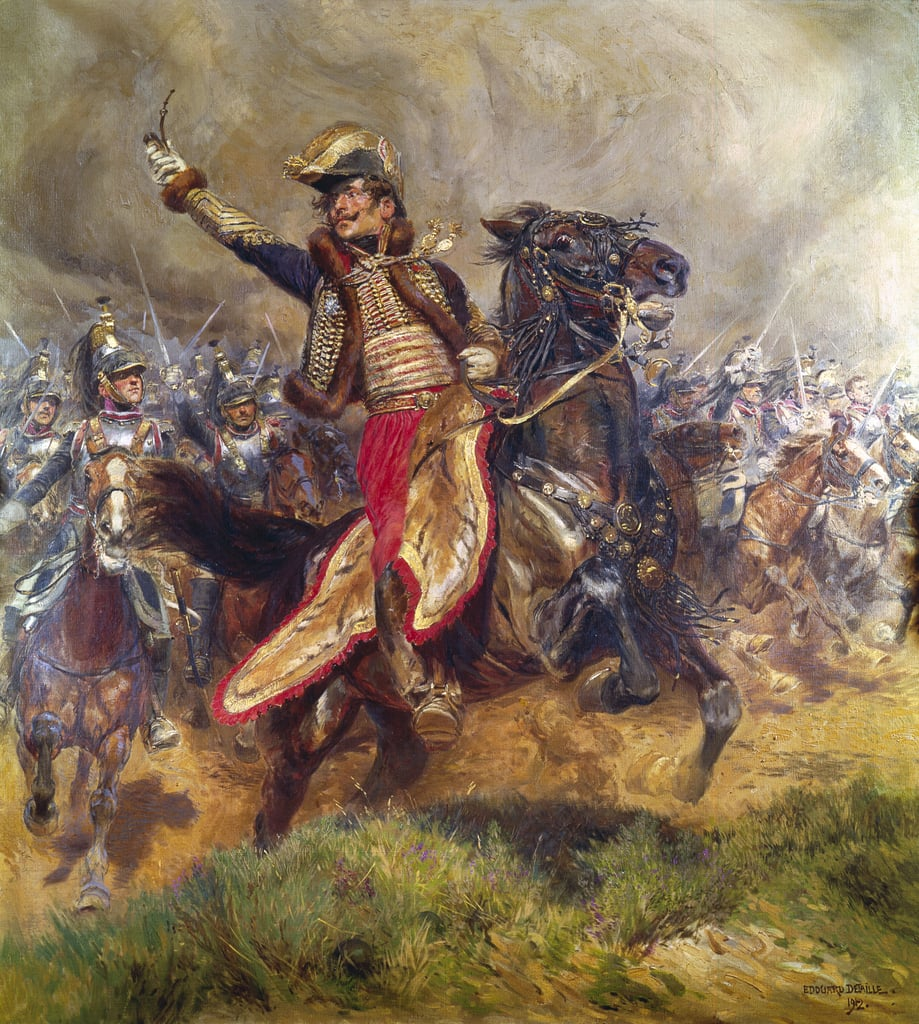
Ласаль веде в атаку 1-й кірасирський полк при Ваграмі. Художник Едуар Детай, 1912 рік.

На початку Війни п'ятої коаліції в 1809 році Наполеон призначив Ласаля командиром легкої кавалерійської дивізії у складі Армії Німеччини, командуючи якою Ласаль відзначився в битвах при Альтенбурзі, Есслінгу і Раабі.
Під час відважних атак при Есслінгу, які дорого обійшлися австрійцям, половина дивізії Ласаля залишилася на полі бою. У цій битві він врятував життя маршала Бессьєра.
У битві при Ваграмі Марюла і Ласалю було доручено прикривати знаменитий фланговий марш Массена. Поруч своїх атак Ласаль зупиняв австрійську кавалерію, яка кілька разів робила замах на корпус Массена. Увечері Ласаль перекинув кілька ворогів, прорвав австрійську лінію при Леопольдау і слідом за останньою атакою на корпус Кленау віддав трубачу наказ грати збір. У цей момент Ласаль був убитий кулею, надісланою пораненим угорським гренадером, що лежав за 15 кроків.
Напередодні битви, відкривши свій багаж і знайшовши свою курильну трубку поламаною, а флакон з лікером і портрет дружини розбитими, він сказав своєму ад'ютанту, шефу ескадрону Коетлоці: «Я не виживу цього дня» (фр. Je ne survivrai pas à cette journée).

## Пам'ять про Ласаля
Наполеон наказав поставити статую Ласаля на мосту Згоди у Парижі. Останки Ласаля в 1891 були перенесені в Будинок інвалідів, а в 1893 в Люневіллі Ласалю споруджено пам'ятник.
Блискучий кавалерійський генерал, хоробрий до самозабуття, рішучий, що володів незвичайними окоміром і швидкістю, чудовий авангардний начальник, що наважувався на найвідчайдушніші підприємства і в той же час вмів високо цінувати життя своїх підлеглих і братерською турботою про них, встиг здобути їхню глибоку любов та повагу, — таким був Ласаль, цей воістину лицар без страху і докору.
Наполеон, що вмів давати влучні характеристики, сказав якось про російського генерала Кульнєва: «Кульнев — це Ласаль російської армії». У листі до дружини Ласаль писав: «Моє серце — для тебе, моя кров — для імператора, а моє життя — для честі» (фр. Mon cœur est à toi, mon sang à l’empereur, ma vie à l’honneur). Ласалю також належить крилата фраза: "Гусар, який не вбитий до 30 років, не гусар, а погань! "(фр. Tout hussard qui n’est pas mort à trente ans est un jean-foutre) . Сам Ласаль був убитий у 34 роки. Також він є автором фрази: «Гусар, який не курить, — поганий солдат» (фр. Un hussard qui ne fume pas est un mauvais soldat).

## У художній літературі
- Фігурує в оповіданні Едгара Аллана По" Колодязь і маятник " (1842), у фіналі якого приходить на допомогу головному герою, засудженому на тортури інквізицією м. Толедо.
- Декілька разів згадується в циклі оповідань Артура Конан Дойла про бригадира Жерара, зокрема в оповіданні «Як бригадир перебив братів з Аяччо», в якому імператор Наполеон отримує послання від корсиканської організації «брати з Аяччо» і вирушає на зустріч із ними, взявши з собою бригадира Жерара.

## Військові звання

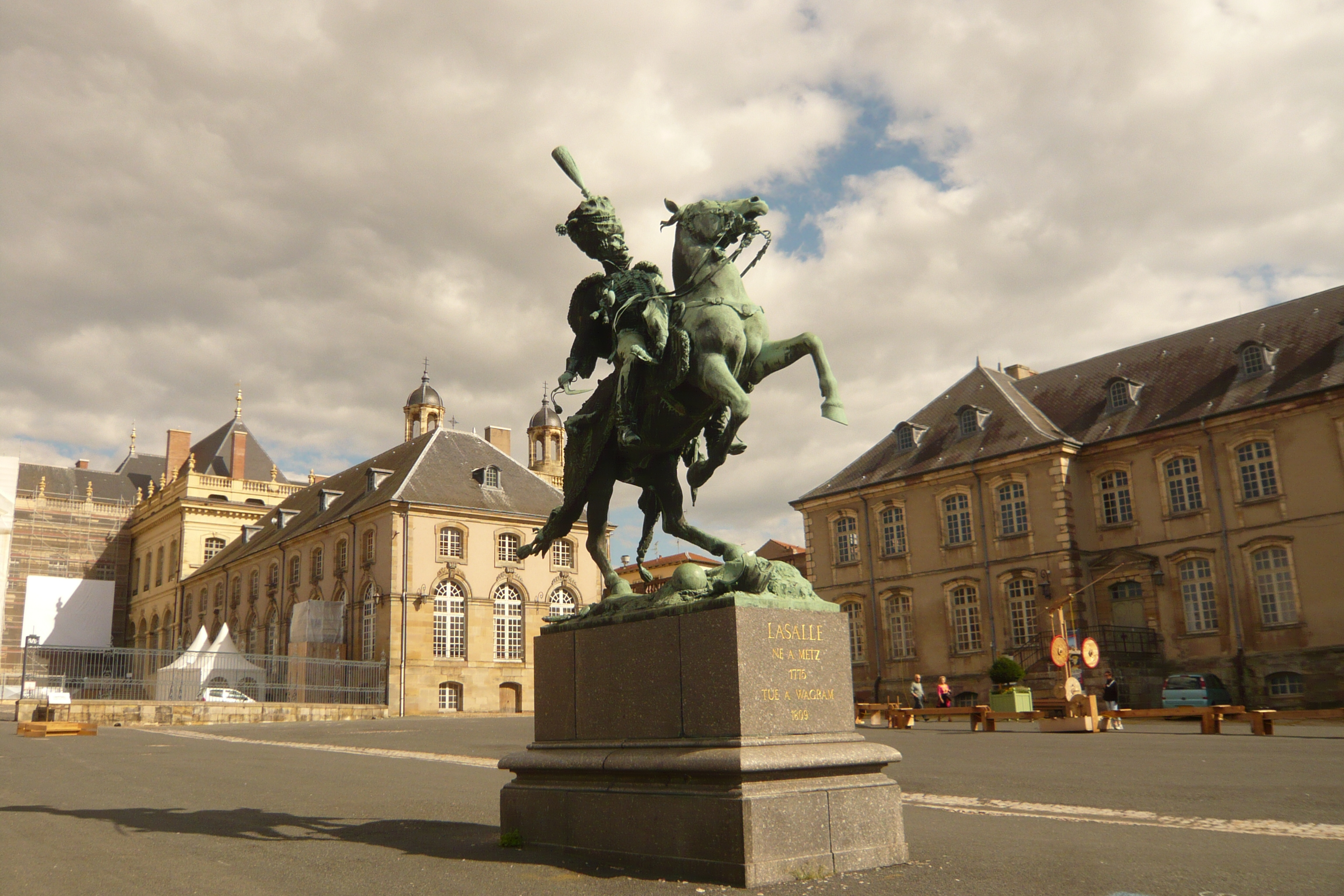
Статуя генерала Ласаля в Люневільському палаці.

- Молодший лейтенант (19 червня 1786);
- Кінний єгер (20 лютого 1794);
- Сержант (21 березня 1794);
- Лейтенант (10 березня 1795);
- Капітан (7 листопада 1796);
- Командир ескадрону (6 січня 1797, затверджений 22 квітня 1797);
- Полковник (23 липня 1798);
- Бригадний генерал (1 лютого 1805);
- Дивізійний генерал (30 грудня 1806).

## Титули
- Граф Ласаль та Імперії (фр. comte de Lasalle et de l'Empire ; декрет від 19 березня 1808, патент підтверджений в червні 1808)[4].

## Нагороди
- Почесна шабля та пістолети (5 серпня 1800 року)
- Легіонер (кавалерами легіонери стали іменуватися пізніше — з 1808) ордена Почесного легіону (11 грудня 1803)
- Командир (найменування «командор» для цього ступеня введено в 1816) ордена Почесного легіону (14 червня 1804)
- Кавалер ордена Залізної корони (25 червня 1807 року)
- Великий офіцер ордену Почесного легіону (4 вересня 1808)
- Щорічна рента в 25 000 франків із Вестфалії (16 березня 1808 року)
- Щорічна рента в 25 000 франків із Ганновера (16 березня 1808 року)